# Bring the Boys Back Home
"Bring the Boys Back Home" er en sang fra Pink Floyds album, The Wall. Sangen blev udsendt som en B-side på singlen "When the Tigers Broke Free". "Bring the Boys Back Home" handler om ikke at lade krig eller karriere overskygge ens familieforhold eller efterlade børn vanrøgtede.
| Musik | Spire Denne musikartikel er en spire som bør udbygges. Du er velkommen til at hjælpe Wikipedia ved at udvide den. |